# Lophorina superba
El ave del paraíso soberbia (Lophorina superba) es una especie de ave paseriforme de la familia Paradisaeidae endémica de Nueva Guinea. Es la única especie de género monotípico Lophorina.

## Descripción y características
Es un ave paseriforme pequeña, de aproximadamente 26 cm de largo. Posee un marcado dimorfismo sexual, ya que el macho es negro con una corona verde iridiscente, cubierta de pecho azul verdoso y una larga capa eréctil negra aterciopelada que cubre su espalda. La hembra es de color marrón rojizo con ante de color marrón barrado debajo. Las aves jóvenes son similares a las hembras.

## Alimentación
Son aves omnívoras, se alimentan en su mayoría de raíces, insectos y frutos.

## Cortejo

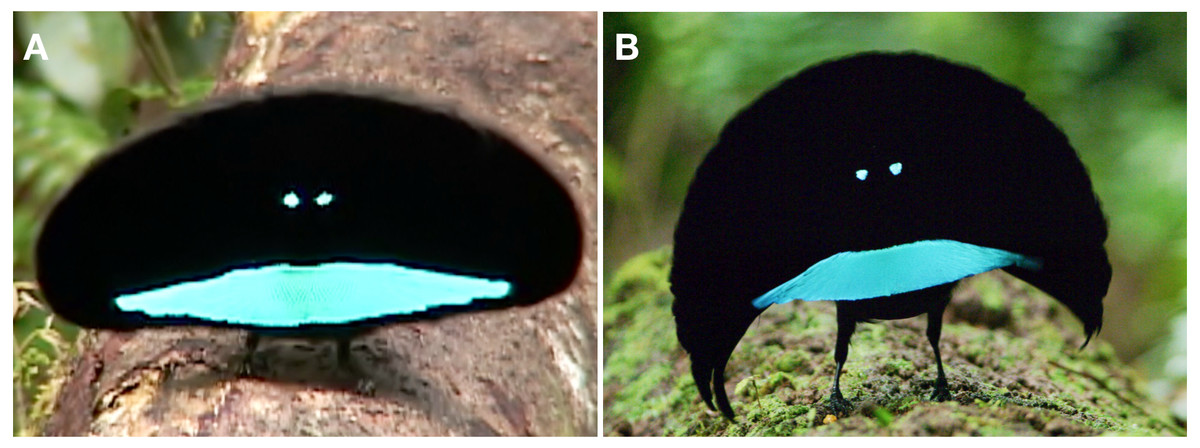
La forma característica de elipse de las plumas del macho cuando las extiende y exhibe durante el cortejo.

La especie tiene una población inusualmente baja de hembras, y la competencia entre machos por parejas es intensamente feroz. Esto ha llevado a la especie a tener una de las exhibiciones de cortejo más elaboradas del mundo aviar. Hay dos etapas principales de exhibición de cortejo. La primera exhibición, conocida como actividad de exhibición inicial, involucra una serie de comportamientos relativamente simples. A la exhibición inicial le sigue un espectáculo de cortejo más elaborado, conocido como exhibición de alta intensidad. Después de preparar cuidadosa y meticulosamente una "pista de baile" (incluso fregar la tierra o la rama con hojas), el macho primero atrae a una hembra con un fuerte canto. Después de que la curiosa hembra se acerca, su capa de plumas negras dobladas y su escudo de plumas azul verdosas en el pecho saltan hacia arriba y se extienden amplia y simétricamente alrededor de su cabeza, formando una especie de elipse que chasquea rítmicamente las plumas de su cola una contra la otra, similar a cómo funcionan los dedos chasqueantes, mientras salta en círculos frenéticos alrededor de la hembra. La hembra promedio rechaza de 15 a 20 pretendientes potenciales antes de dar su consentimiento para aparearse. El espectáculo que montan los machos para atraer a las hembras puede ser un proceso largo que lleva muchas horas al día. Estas aves son polígamas y por lo general el macho se apareará con más de una hembra.

## Reproducción
El ave construye su nido en la parte superior de los árboles utilizando materiales blandos que encuentran alrededor del bosque, como las hojas. Cuando se reproducen, ponen de 1 a 3 huevos, que serán incubados entre 16 y 22 días. Después de que nazcan, los polluelos podrán vivir solos dentro de 16 a 30 días, dejando su nido y volviéndose independientes. Los machos de las aves del paraíso soberbias tienden a tardar unos dos años más en madurar en comparación con las hembras. Además, los machos tardarán entre 4 y 7 años en desarrollar sus plumas para sus exhibiciones de cortejo.

## Subespecies
Se reconocen las siguientes subespecies:
- L. s. superba (J.R. Forster, 1781)
- L. s. niedda Mayr, 1930
- L. s. feminina Ogilvie-Grant, 1915
- L. s. latipennis Rothschild, 1907
- L. s. minor E. P. Ramsay, 1885.

## Amenazas y conservación
El ave del paraíso soberbia es una de las aves del paraíso más comunes y extendidas en los bosques de Nueva Guinea, y está catalogada como especie bajo preocupación menor en la Lista Roja de la UICN, y está incluida en el Apéndice II de CITES. Sin embargo, se cree que la tendencia en la población de esta especie va disminuyendo debido a la deforestación y a la caza furtiva por sus brillantes plumas.